# Szymon Szerman

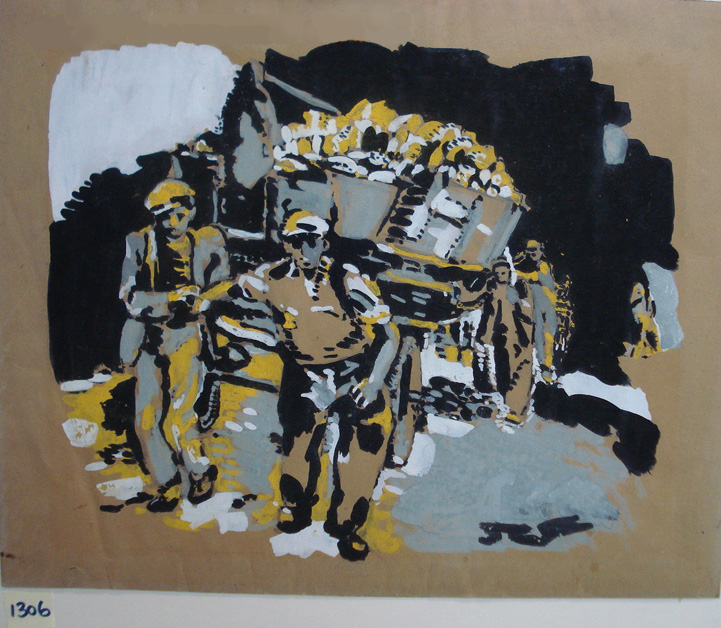
Ciągnący wyładowany wóz

Szymon Szerman (ur. 1917 w Łodzi, zm. 1943 w Dachau) – polski malarz żydowskiego pochodzenia.
Urodził się w Łodzi. Podczas II wojny światowej został przesiedlony do łódzkiego getta, gdzie kontynuował działalność artystyczną. Malował głównie gwasze, na których przedstawiał codzienne życie mieszkańców getta. Pracował także w Sekcji Graficznej Wydziału Statystyki, gdzie produkowano banknoty i znaczki, a potajemnie zbierano rzeczywiste statystyki stopniowej zagłady getta i fotografie. Został zamordowany w Dachau w 1943 roku. Kilka jego gwaszów ocalało i przechowywane są obecnie w Izraelu.